# Aeropuerto Internacional de la Capital
El Aeropuerto Internacional de la Capital (en árabe: مطار العاصمة الدولي‎) (IATA: CCE, OACI: HECP) es el principal aeropuerto internacional que sirve de contacto a la Nueva Capital Administrativa, en Egipto. Se ubica a 45 km al este de El Cairo, y se construyó al mismo tiempo que el Aeropuerto Internacional de la Esfinge, al oeste de la actual capital egipcia. El aeropuerto tiene una superficie de 16 km² y se espera que alivie parcialmente la presión sobre el Aeropuerto Internacional de El Cairo y el Aeropuerto Internacional de la Esfinge.
El aeropuerto fue inaugurado por el presidente Abdelfatah El-Sisi, y fue abierto por la Compañía Egipcia de Aeropuertos el 9 de julio de 2019 para un período de prueba de un mes (300 pasajeros por hora), y con operaciones comerciales a partir de 2020. El principal contratista del aeropuerto es Hassan Allam Holding, está operado por la Compañía Egipcia de Aeropuertos y es propiedad de las Fuerzas Armadas de Egipto.

## Instalaciones
Cuenta con un edificio principal de 5 000 m² y sus instalaciones en tierra tienen una capacidad de un millón de pasajeros/año (ampliable) que pretende dar servicio tanto al público como a compañías petrolíferas, jets privados y vuelos en taxi aéreo. El edificio de la terminal se asienta sobre una superficie en planta baja de 3 500 m². El aeropuerto incluye una terminal de pasajeros con una capacidad actual de 300 pasajeros por hora, ocho plazas de aparcamiento para aeronaves, 45 edificios de servicios y administrativos, una torre de control aéreo y una pista de 3 650 m² apta para recibir aeronaves de gran tamaño, equipada con sistemas de iluminación y aterrizaje automático.

## Aerolíneas y destinos
| Destinos        | Aeropuertos              | Aerolíneas              | Aeronaves | Frecuencias semanales | Notas  |
| Europa          | Europa                   | Europa                  | Europa    | Europa                | Europa |
| --------------- | ------------------------ | ----------------------- | --------- | --------------------- | ------ |
| Eslovaquia      |                          |                         |           |                       |        |
| Bratislava      | Aeropuerto de Bratislava | SmartWings (Estacional) |           |                       |        |
| República Checa |                          |                         |           |                       |        |
| Praga           | Aeropuerto de Praga      | SmartWings (Estacional) |           |                       |        |